# Шень, Наталья Петровна
Наталья Петровна Шень — д. м. н., профессор, главный анестезиолог-реаниматолог Тюменской области. Возглавляет кафедру анестезиологии и реаниматологии Тюменской государственной медицинской академии, анестезиолого-реанимационную службу ГБУЗ ТО «ОКБ № 1» и профильную аттестационную комиссию при департаменте здравоохранения Тюменской области. Имеет высшую квалификационную категорию по анестезиологии-реаниматологии, а также диплом преподавателя LLL (Life Long Learning) — школы Европейской ассоциации клинического питания и метаболизма (ESPEN — European Society for Clinical Nutrition and Metabolism).

## Образование и научная деятельность
В 1989 году окончила педиатрический факультет Свердловского государственного медицинского института. Закончила интернатуру по специальности анестезиология и реаниматология (1989—1990 гг.) на кафедре анестезиологии и реаниматологии ФПК и ПП УГМА.

В 1996—1998 годах окончила аспирантуру по специальности анестезиологии и реаниматологии. Успешно защитила диссертацию на соискание ученой степени кандидата медицинских наук на тему «Респираторная поддержка в комплексной интенсивной терапии ожогового шока у детей».

В 2002 году защитила диссертацию на соискание ученой степени доктора медицинских наук по специальности 14.00.37 на тему «Стресс-лимитирующая терапия у детей с тяжелой термической травмой», параллельно совмещая свою деятельность на кафедре с работой в реанимационном отделении и в Территориальном центре медицины катастроф Свердловской области.

## Дополнительное образование
2007 г. — Специализация на рабочем месте и лекционный курс по метаболической терапии, г. Градец Кралове, Чехия.

2007 г. — LLL — курсы «Клиническое питание при метаболическом синдроме», г. Прага, Чехия.

2008 г. — Курс преподавателей ESPEN, получен сертификат преподавателя ESPEN, г. Ницца, Франция.

2009 г. — Европейские курсы «Организация интенсивной терапии при язвенных кровотечениях», г. Париж, Франция.

2011 г. — Образовательный курс на конгрессе «Евроанестезия», г. Амстердам, Нидерланды.

2012 г. — Мастер-класс «Интенсивная терапия», теоретический и практический курс, г. Гиссен, Германия.

## Профессиональная деятельность
С 1989 по 2000 год — врач отделения реанимации Городской детской клинической больницы № 9 г. Екатеринбурга.

С 2000 г., оставаясь в должности врача отделения реанимации, поступила в качестве ассистента на кафедру анестезиологии и реаниматологии ФПК и ПП УГМА.

В 2006 году по приглашению правительства Тюменской области и ректора Тюменской государственной медицинской академии начала работать в Тюмени, где 1 сентября 2006 года создала кафедру анестезиологии и реаниматологии. С 2011 года на кафедре открыта аспирантура. 

С 2003 года выполняла обязанности секретаря проблемной комиссии по анестезиологии и реаниматологии Уральской государственной медицинской академии.

С 2010 года является членом диссертационного совета при Уральской государственной медицинской академии.

## Научные интересы
- Дальнейшее изучение патогенеза полиорганной дисфункции при термической травме и методов интенсивной терапии, направленных на её предупреждение и коррекцию.
- Разработка и внедрение в клиническую практику протоколов нутритивной поддержки как метода, позволяющего повысить результативность реанимационного этапа лечения и качество жизни после критических состояний.
- Изучение патогенеза, разработка и внедрение программ интенсивной терапии у больных с тяжелой черепно-мозговой травмой
- Инфузионная терапия: протоколы, влияние на прогноз и исход критического состояния.

## Научные достижения
Создание, научное и клиническое обоснование технологии интенсивной терапии детей с тяжелой термической травмой, внедрение протокола нутритивной поддержки у детей в Свердловской и Тюменской области, снижение сроков пребывания в реанимационном отделении и продолжительности искусственной вентиляции легких у пациентов в интенсивной терапии и реанимации благодаря применению клинического питания.
В ДГКБ № 9 г. Екатеринбурга под руководством Натальи Петровны и с её участием оформлено 16 внедрений технологий и методов лечения, получены 3 приоритетные справки на изобретения. По материалам детского ожогового центра ДГКБ № 9, при её непосредственном участии защищено 6 диссертаций (4 кандидатские, 2 докторские).

## Награды
2002 год — победитель конкурса «Профи-Екатеринбург» в номинации «Медицина».